# Harpstedt

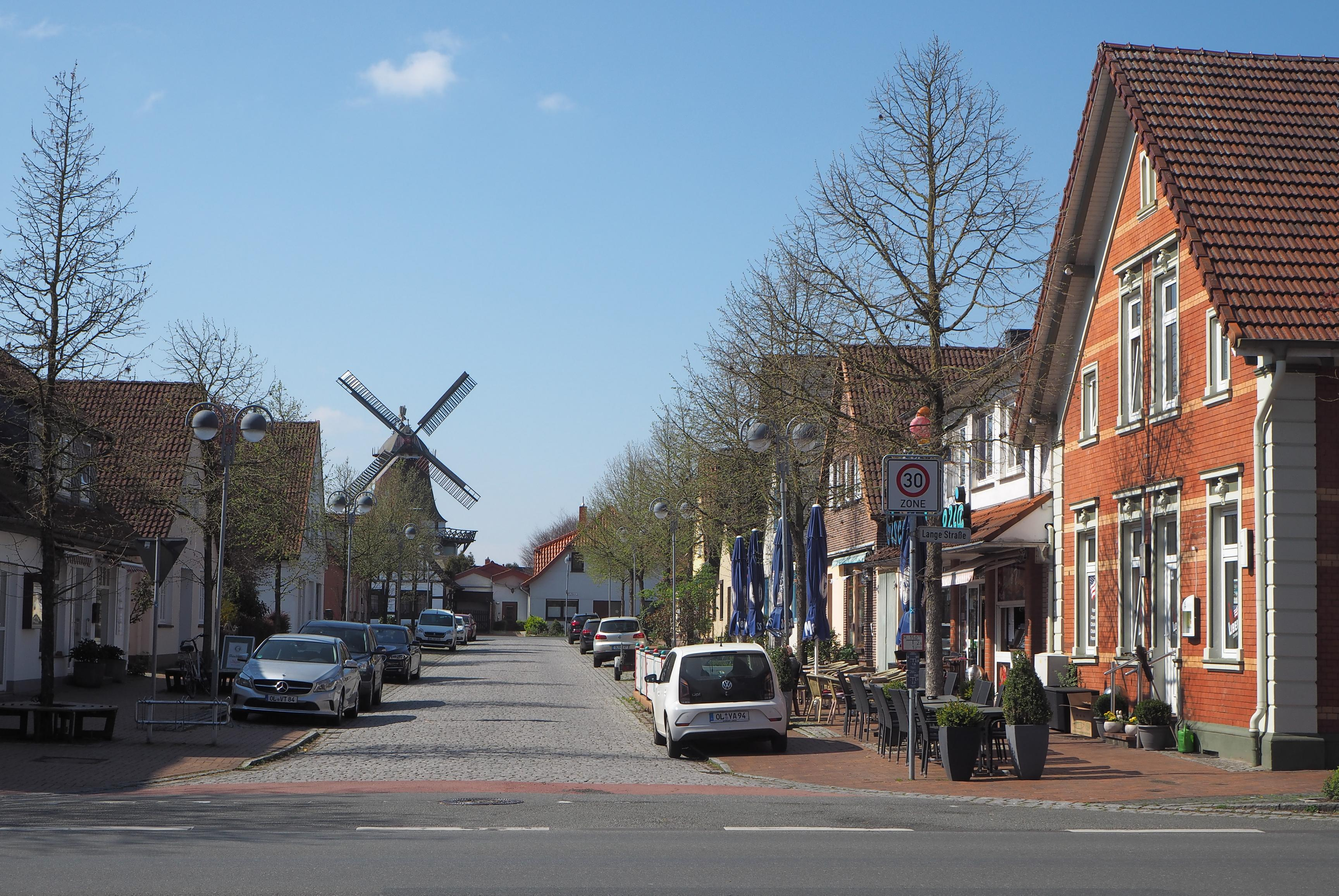
Straße in der Ortsmitte

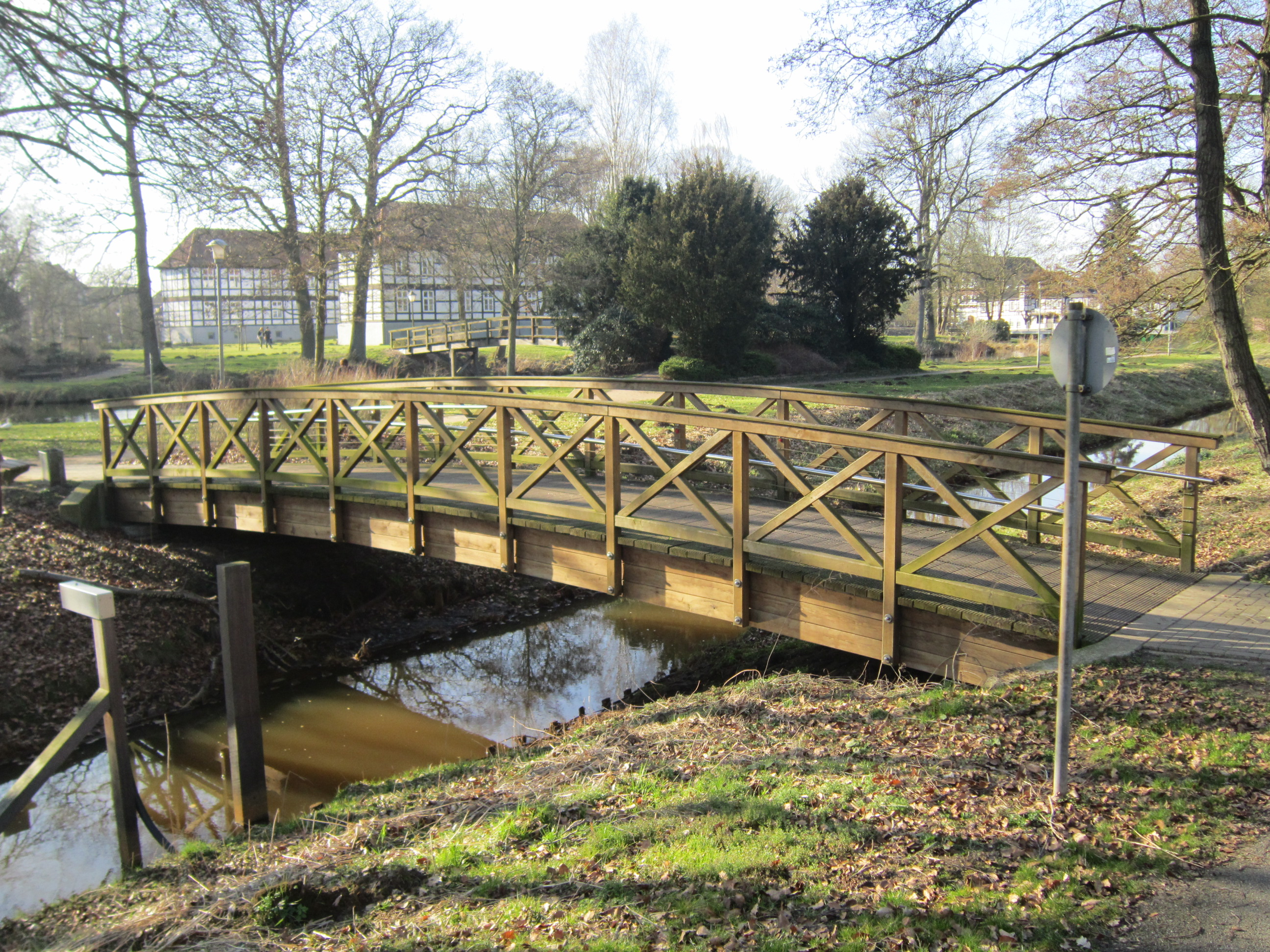
Delme in der Nähe des Amtshofs Harpstedt

Harpstedt ist ein Flecken im niedersächsischen Landkreis Oldenburg in der Region Oldenburger Land. Sie liegt südlich von Delmenhorst und östlich von Wildeshausen. Der Flecken Harpstedt ist Mitgliedsgemeinde und Verwaltungssitz der Samtgemeinde Harpstedt.

## Geographische Lage
Harpstedt liegt als staatlich anerkannter Erholungsort im Zentrum des Naturparkes Wildeshauser Geest. Durch Harpstedt fließen die Delme, der Purrmühlenbach und die Annenriede, auch Annengraben genannt. Im Norden liegt der Ortsteil Klein Amerika mit der Ozeanbrücke über die Delme.

## Geschichte
Die erste urkundliche Erwähnung war 1203 als „Harpenstede“ (bedeutet ‚Siedlung des Erpo‘). 1396 verlieh Graf Otto III. von Hoya Harpstedt das Weichbildrecht und unterstellte den Ort dabei dem Bremer Stadtrecht.
Harpstedt gehörte bis 1977 zum Landkreis Grafschaft Hoya im damaligen Regierungsbezirk Hannover. Heute bildet der Ort eine Gemeinde im Landkreis Oldenburg. Dieser war bis 1978 Teil des gleichnamigen Verwaltungsbezirks, danach des Regierungsbezirks Weser-Ems, der am 31. Dezember 2004 wie alle Regierungsbezirke in Niedersachsen aufgelöst wurde.

## Wappen
Das Wappen zeigt eine Harfe auf blau-weißem Hintergrund, da man lange glaubte, dem Ortsnamen läge dieses Wort zugrunde. Es ist nicht gänzlich auszuschließen, letztlich ist es aber sehr unwahrscheinlich. Komposita als Ortsnamen mit der Endung -stedt/-städt haben i. d. R. einen Personennamen oder eine geographische Indikation als Erstwort.

## Politik
Der Flecken Harpstedt ist das politische und geographische Zentrum der Samtgemeinde Harpstedt, zu der noch die Gemeinden Beckeln, Colnrade, Dünsen, Groß Ippener, Kirchseelte, Prinzhöfte und Winkelsett gehören.
Derzeitiger Bürgermeister des Fleckens Harpstedt ist Stefan Wachholder.

### Rat
Der Rat des Fleckens Harpstedt besteht aus 15 Mitgliedern. Dies ist die festgelegte Anzahl für die Mitgliedsgemeinde einer Samtgemeinde mit einer Einwohnerzahl zwischen 3.001 und 5.000 Einwohnern. Die 15 Ratsmitglieder werden durch eine Kommunalwahl für jeweils fünf Jahre gewählt. Die aktuelle Amtszeit begann am 1. November 2021 und endet am 31. Oktober 2026.
Die letzte Kommunalwahl am 12. September 2021 ergab das folgende Ergebnis:
| Partei                        | Anteilige Stimmen | Anzahl Sitze |
| ----------------------------- | ----------------- | ------------ |
| Harpstedter Bürgerliste (HBL) | 27,20 %           | 4            |
| SPD                           | 26,01 %           | 4            |
| CDU                           | 21,57 %           | 3            |
| Bündnis 90/Die Grünen         | 18,16 %           | 3            |
| FDP                           | 7,06 %            | 1            |

Die Wahlbeteiligung bei der Kommunalwahl 2021 lag mit 63,79 % deutlich über dem niedersächsischen Durchschnitt von 57,1 %. Zum Vergleich – bei der vorherigen Kommunalwahl vom 11. September 2016 lag die Wahlbeteiligung in Harpstedt bei 62,30 %.

### Bürgermeister
Der Rat wählte das Ratsmitglied Stefan Wachholder (CDU) zum ehrenamtlichen Bürgermeister für die aktuelle Wahlperiode. Zum Gemeindedirektor wurde Yves Nagel gewählt.

### Partnerschaften
- Harpstedts Partnergemeinde ist Loué (Frankreich).
- Harpstedt ist im Kommunalverbund Niedersachsen/Bremen vertreten.

## Sehenswürdigkeiten

### Bauwerke
- Amtshof Harpstedt, Fachwerkhaus von 1744 auf den Fundamenten des abgebrochenen Schlosses Harpstedt, vom ehemaligen Burggraben umgeben, dient heute nach Sanierung als Sitz der Samtgemeindeverwaltung.
- Barocke Christuskirche am Marktplatz, 1753 geweiht.
- Mittelalterliche Wallanlage (Turmhügel)
- Harpstedter Niederungsburg
- Harpstedter Marktschänke, Fachwerkhaus von 1741/1760
- Harpstedter Krug, Fachwerkhaus aus dem 18. Jh.
- Stecho-Scheune von 1851, heute Touristeninformation Harpstedt

### Historische Kleinbahn
- Historische Kleinbahn „Jan Harpstedt“ des Vereins Delmenhorst-Harpstedter Eisenbahnfreunde e. V. (DHEF) auf der Delmenhorst-Harpstedter Eisenbahn

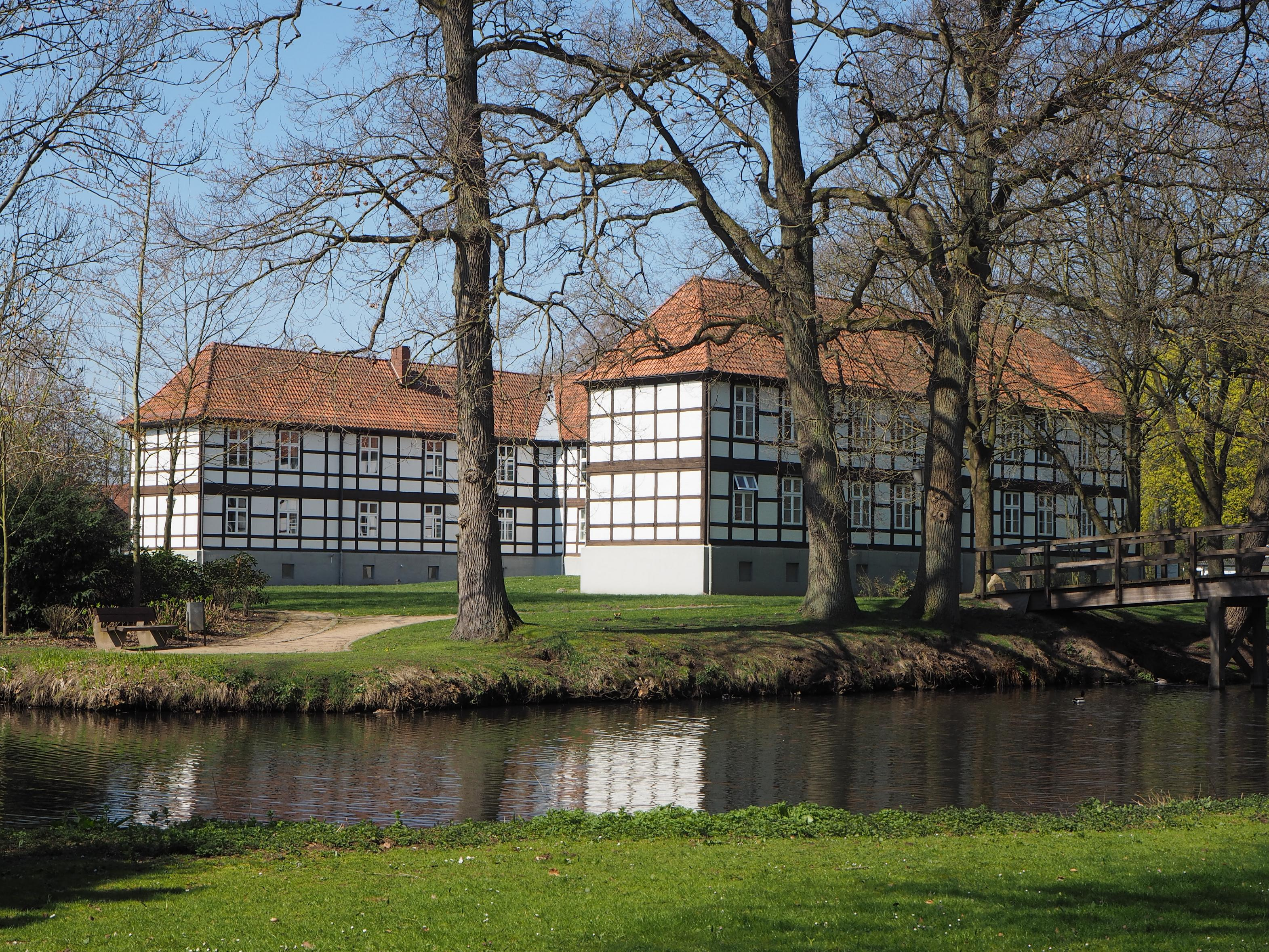
Amtshof Harpstedt von 1744
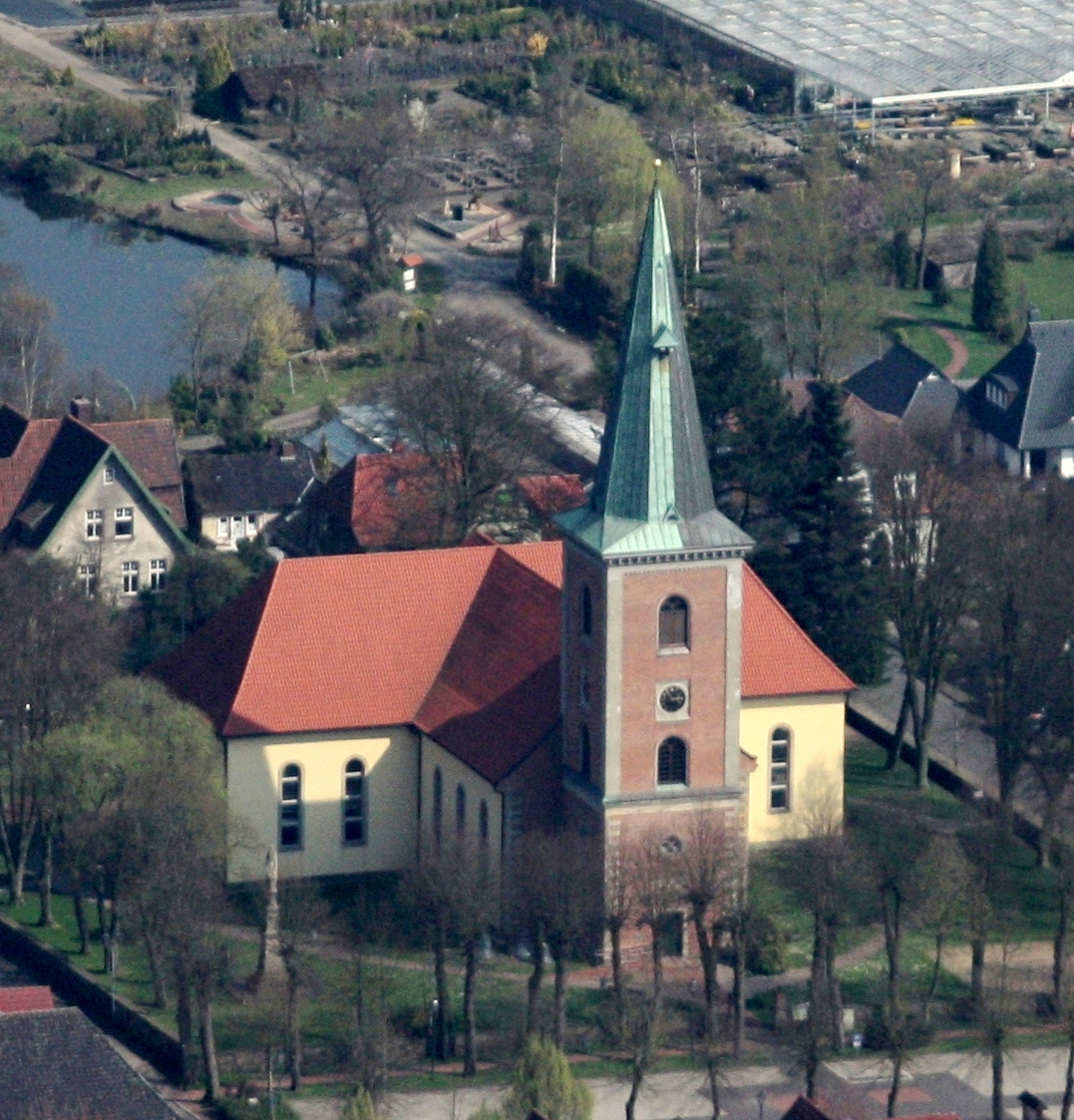
Evangelische Christuskirche Harpstedt
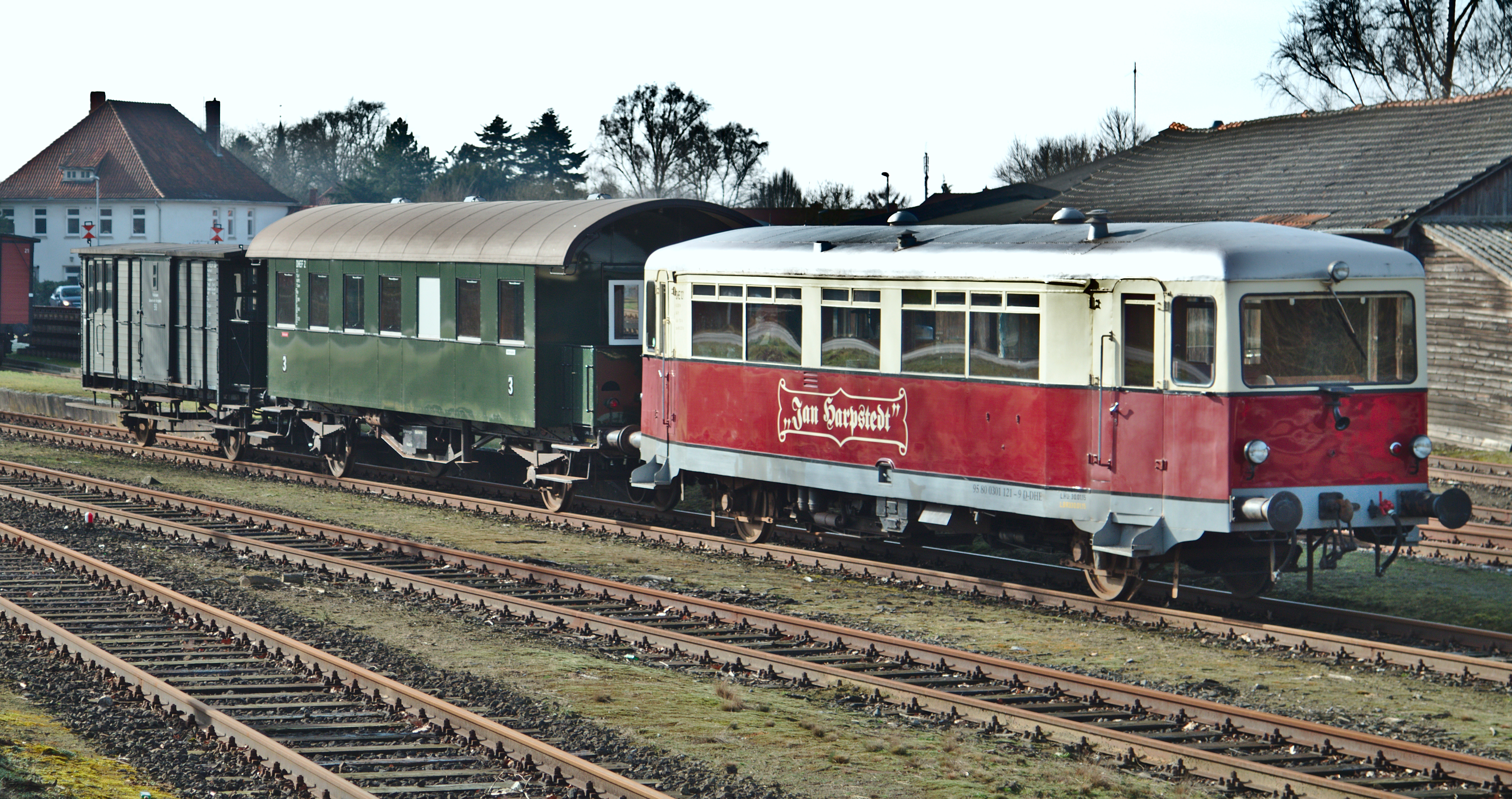
Triebwagen T 121 der historischen Kleinbahn mit Waggons im Bahnhof Harpstedt

### Aus der Vorgeschichte
- Sonnensteine in Harpstedt[6] und Beckstedt, ein vorgeschichtliches Denkmal. Diese Findlinge zeigen auf der flachen Vorderseite um einen Punkt 12 (Harpstedt) oder 11 (Beckstedt) konzentrische Kreise. Sie werden für Zeichen der Sonnenverehrung gehalten.

Bereits vier Jahrtausende v. Chr. war das Gebiet der heutigen Samtgemeinde besiedelt. Davon legen Zeugnis ab:
- Reckumer Steine (Großsteingrab in Reckum)
- Prähistorische Hügelgräber
- Findlinge und Bodenfunde
- Der Harpstedter Rautopf ist nach dem Fundort benannt.

### Mühlen
- Die Harpstedter Windmühle, ein vierstöckiger Galerieholländer, wurde 1871. Anfangs war sie eine Lohmühle mit Segelflügeln und Steert ausgestattet. Später wurde die Anlage um eine Dreschmaschine erweitert. Sie erhielt  1928 eine Windrose und Jalousienflügel. Die hölzernen Flügel wurden 1961 ersetzt durch Stahl-Jalousieflügel. Bis 2011 wurde die Mühle saniert. Sie ist das Wahrzeichen von Harpstedt.
- Gegenüber dem Amtshaus am Oberlauf der Delme liegt die Harpstedter Wassermühle mit unterschlächtigem Wasserrad. Das Fachwerkgebäude wird heute als Hotel genutzt.

Die Windmühle ist Teil der Niedersächsischen Mühlenstraße. Station 1 ist die Wassermühle.

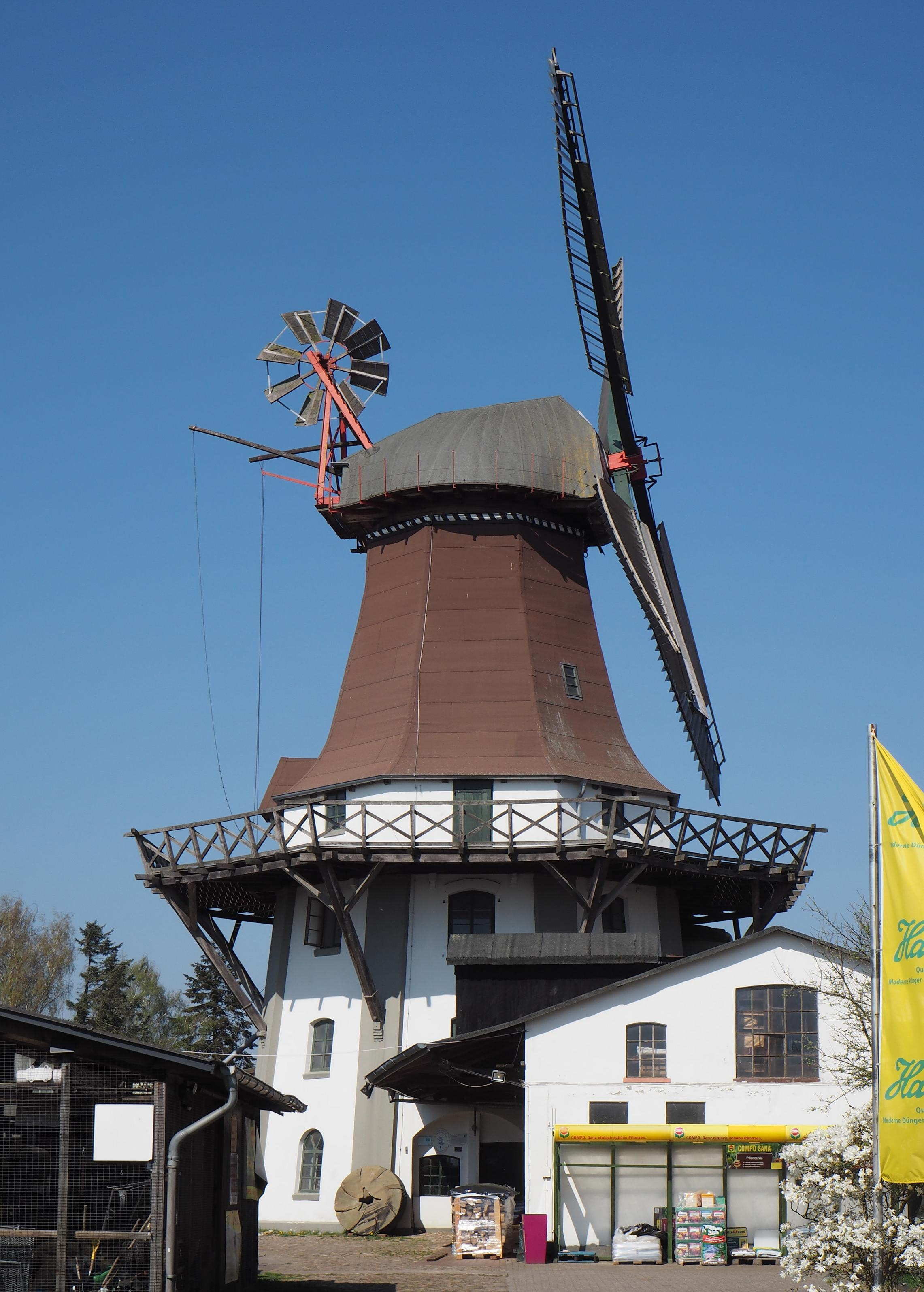
Windmühle von 1871 Galerieholländer
- Wassermühle Harpstedt
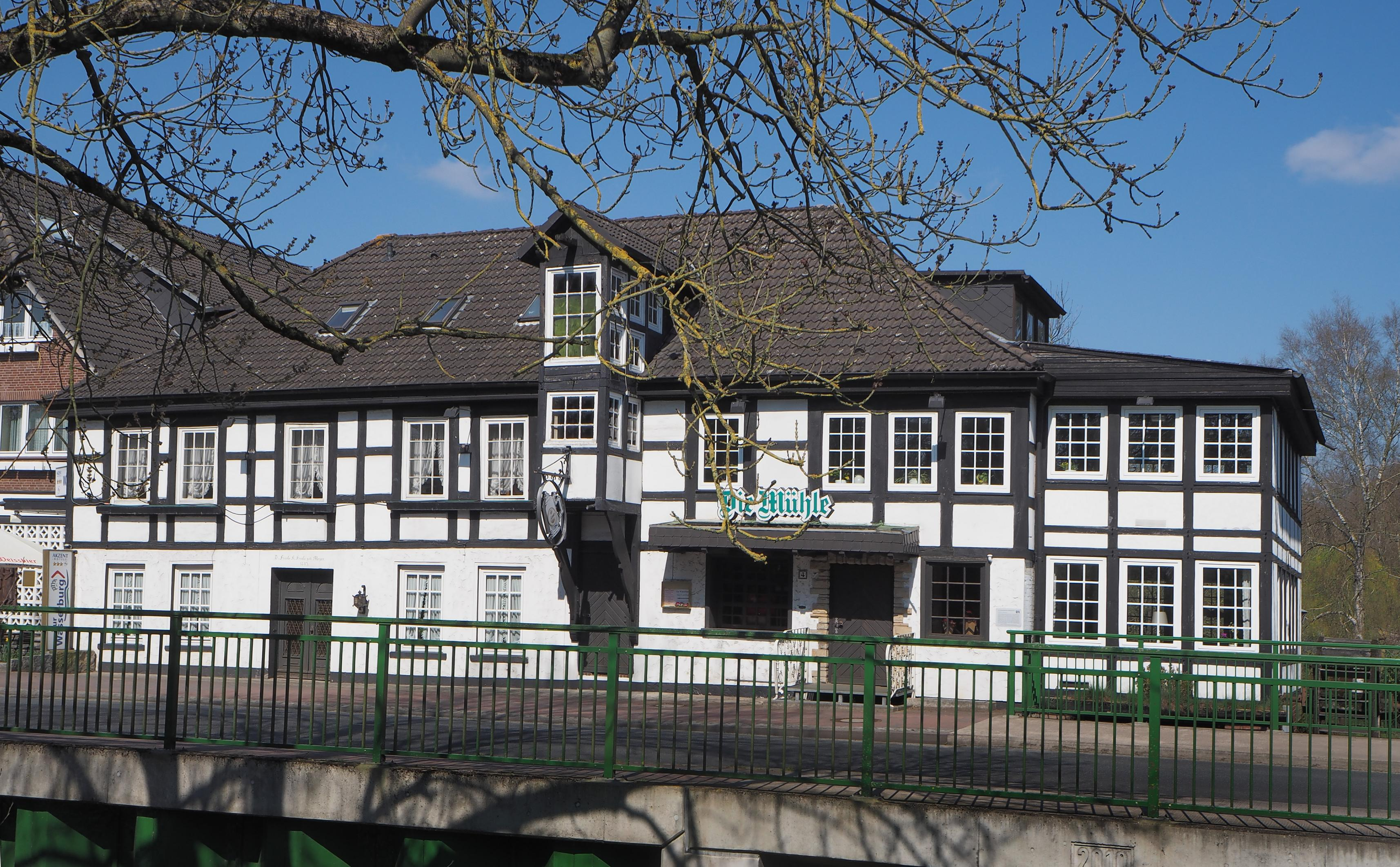
gehört heute zum Hotel „Zur Wasserburg“
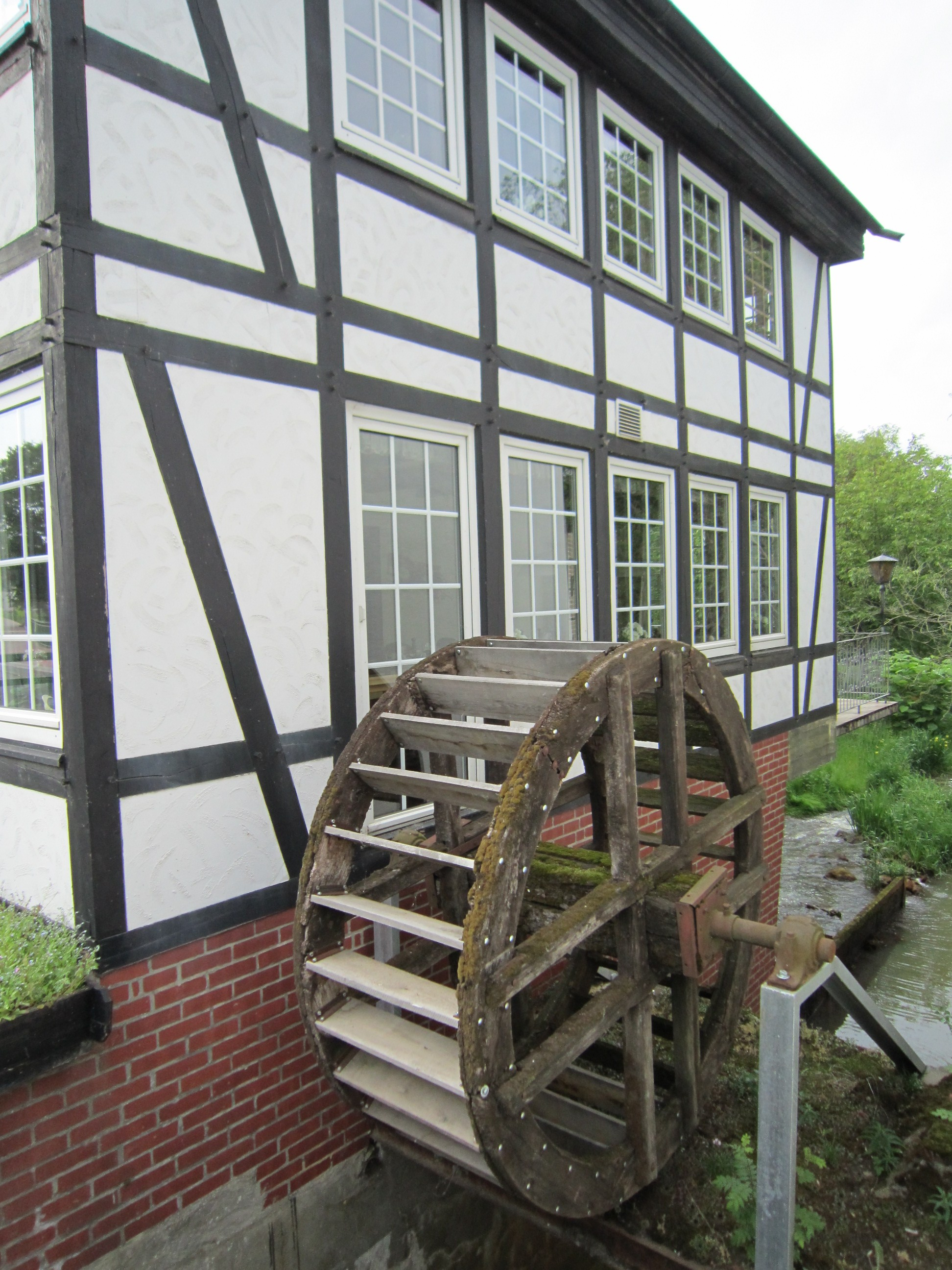
Unterschlächtiges Wasserrad

### Historisches Scheunenviertel

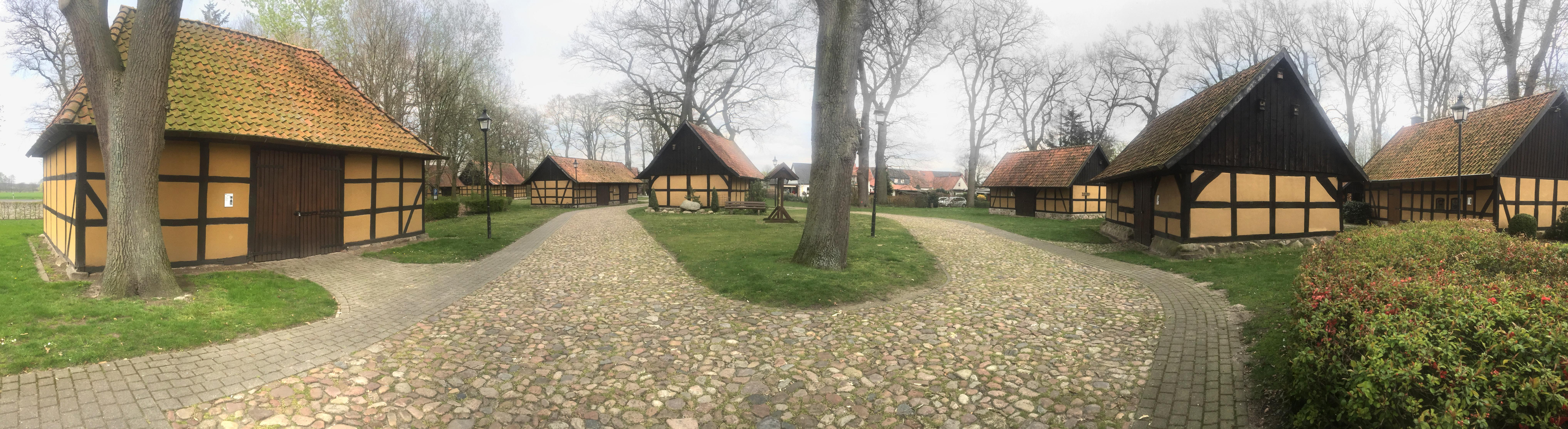
Das Scheunenviertel Koems, 2019

Der Koems ist als Harpstedter Scheunenviertel ein historischer Schneunenkomplex, der um 1850 außerhalb des Ortes angelegt wurde. Von den ursprünglich 17 Scheunen stehen heute noch neun.
Der große Brand von 1739 hatte fast alle Gebäude in Harpstedt vernichtet. Die Planung der Obrigkeit ließ den Ackerbürgern nur wenig Platz. So wurden um 1850 hier auf gemeindeeigenem Grund die Scheunen etwas abseits vom Ortskern gelegen errichtet. Mit dem Rückgang der Schafshaltung verfielen die Scheunen dann leider wieder. Um den völligen Verfall aufzuhalten, gründete sich 1983 die Fördergemeinschaft Koems e. V. Seitdem wurde bis heute in tausenden freiwilligen Arbeitsstunden das Koemsgelände wieder aufgebaut. In mehreren der alten Scheunen befinden sich seit 1996 Ausstellungen zum Handwerk, zur früheren land- und hauswirtschaftlichen Arbeit und zur Ortsgeschichte. Einige Räumlichkeiten können jedoch auch für Veranstaltungen von Gruppen, Vereinen oder Privatleuten gemietet werden. Sie bieten Platz für Gruppen von bis zu 500 Personen. Die Fördergemeinschaft Koems kümmert sich um den Erhalt des Scheunenviertels und die Pflege der gesamten Anlage.

### Disco Sonnenstein
Die Discothek Zum Sonnenstein wurde abgetragen und 2018 im 40 Kilometer entfernten Museumsdorf Cloppenburg als Beispiel für eine Dorfdisco wieder errichtet.

### Jüdischer Friedhof
Der Jüdische Friedhof Harpstedt ist ein Kulturdenkmal im Landkreis Oldenburg. Auf dem Friedhof an der Straße „Zum Judenfriedhof“ befinden sich sieben Grabsteine aus den Jahren 1910 bis 1937 von Verstorbenen jüdischen Glaubens.

## Wirtschaft und Infrastruktur

### Verkehr
Anschluss an die durch die Samtgemeinde führende A1 besteht über die Anschlussstellen Wildeshausen und Groß Ippener in die Richtungen Osnabrück-Dortmund und Bremen-Hamburg.
Harpstedt liegt an der Bahnstrecke Delmenhorst–Harpstedt.

### Allgemein
- Samtgemeinde Harpstedt
- Freiwillige Stützpunkt-Feuerwehr Harpstedt
- Rosenfreibad Harpstedt
- Begegnungsstätte Harpstedter Forsthaus

### Bildung
- Grundschule Harpstedt
- Oberschule Harpstedt
- Strings Musikschule
- Samtgemeindebücherei Harpstedt

### Kirchen
- Ev.-Luth. Christuskirche Harpstedt
- Katholische Kirche Harpstedt
- Neuapostolische Kirche Gemeinde Harpstedt

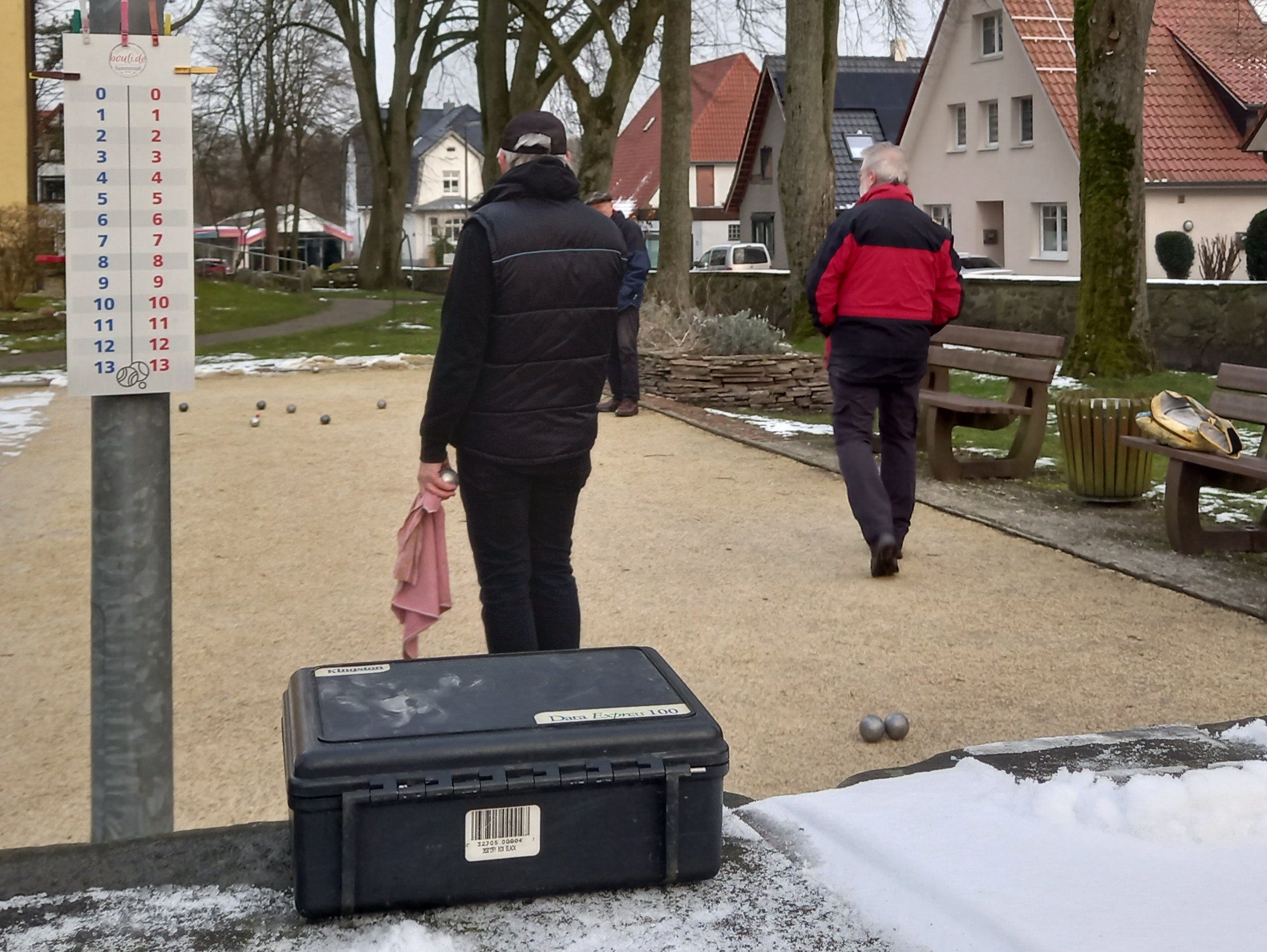
Spieler auf der zweibahnigen Bouleanlage auf dem Kirchhof der Christuskirche

### Sport
- Angelsportverein Harpstedt
- Harpstedter Turnerbund
- Reitclub "Sport” Harpstedt
- Schießsportkameradschaft Harpstedt von 1875
- Tennisclub Harpstedt
- Tischtennisgemeinschaft Dünsen/Harpstedt/Ippener
- Unicycle-Team Harpstedt

## Mit Harpstedt verbundene Personen

### Söhne und Töchter der Gemeinde
- Gustav Emil Schwartz (1847–1910), Architekt und Stadtbaumeister von Hildesheim
- Friedrich Jung (1890–1978), Generalstaatsanwalt am Kammergericht, Oberlandesgerichtspräsident in Breslau

### Mit Harpstedt verbunden
- Mario Müller (* 1988), deutscher Rechtsextremist